# Juan Ignacio Nardoni
Juan Ignacio Nardoni, né le 14 juillet 2002 à Nelson en Argentine, est un footballeur argentin qui joue au poste de milieu central au Racing Club.

## Biographie

### Unión Santa Fe
Né à Nelson, dans la province de Santa Fe, en Argentine, Juan Ignacio Nardoni est formé par le Unión Santa Fe. Il joue son premier match en professionnel le 31 août 2019, lors d'une rencontre de championnat face à San Lorenzo. Il entre en jeu et son équipe s'incline par deux buts à un. Il signe son premier contrat professionnel avec l'Unión le 2 octobre 2019, le liant au club jusqu'en décembre 2023.
Le 5 novembre 2020, Nardoni fait sa première apparition en Copa Sudamericana, face aux équatoriens du CS Emelec. Il entre en jeu lors de cette rencontre remportée par son équipe (2-1 score final).
Nardoni inscrit son premier but en professionnel le 9 septembre 2022, lors d'une rencontre de championnat contre le CA Sarmiento. Titularisé ce jour-là, il donne la victoire à son équipe en inscrivant le seul but de la partie.

### Racing Club
En janvier 2023, Juan Ignacio Nardoni est recruté par le Racing Club. Il signe un contrat courant jusqu'en décembre 2028.
Nardoni inscrit son premier but pour le Racing le 21 avril 2023, à l'occasion d'une rencontre de Copa Libertadores face à la SD Aucas. Titulaire, il contribue à la victoire de son équipe par trois buts à deux.